# جان اسکالی
جان اسکالی (به انگلیسی: John Sculley) (متولد ۱۹۳۹) یک تاجر آمریکایی است. او طی سال‌های ۱۹۷۰ تا ۱۹۷۷ نایب رئیس و ۱۹۷۷ تا ۱۹۸۳ رئیس شرکت پپسی بود. تا این‌که در ۸ آوریل ۱۹۸۳ مدیر عامل شرکت اپل شد. منصبی که تا سال ۱۹۹۳ صاحب آن بود. در ماه مه ۱۹۸۷ اسکالی با درآمد سالانه ۲٫۲ میلیون دلار عنوان مدیر با بالاترین دستمزد را در دره سیلیکون از آن خود کرد. فروش شرکت اپل تحت مدیریت او از ۸۰۰ میلیون دلار به ۸ میلیارد دلار رسید.
اسکالی هم‌اکنون به عنوان یکی از شرکای اسکالی برادرز که یک بنگاه اقتصادی خصوصی است، فعالیت می‌کند.